# Tour Colombia 2020
La 3e édition du Tour Colombia 2020 a lieu du 11 au 16 février 2020. 
Cette édition a la particularité de se dérouler à plus de 2 000 mètres d'altitude tout au long de la semaine. Le parcours atteint même les 3 000 mètres d'altitude lors de la dernière étape.

## Présentation

### Équipes participantes
| WorldTeams (6)- Deceuninck-Quick Step - EF Pro Cycling - Israel Start-Up Nation - Movistar Team - Ineos - UAE Team Emirates ProTeams (6)- Androni Giocattoli-Sidermec - Bardiani CSF Faizanè - Rally Cycling - Uno-X Norwegian Development - Vini Zabù-KTM - Team Novo Nordisk Équipes continentales (10)- Colombia Tierra de Atletas-GW Bicicletas - EPM-Scott - Equipo Continental Supergiros - Equipo Continental Orgullo Paisa - Medellín - Efapel - Agrupación Virgen de Fátima-SaddleDrunk - Team Illuminate - Canel's Pro Cycling - Amore & Vita-Prodir Équipes nationales (5)- Brésil - Colombie - Équateur - Venezuela - Russie |
| |

## Les étapes
| Étape     | Date    | Villes étapes                 | type                         | Distance (km) | Vainqueur d'étape | Leader du classement général |
| --------- | ------- | ----------------------------- | ---------------------------- | ------------- | ----------------- | ---------------------------- |
| 1re étape | 11 fév. | Tunja – Tunja                 | contre-la-montre par équipes | 16,7          | EF Pro Cycling    | Jonathan Caicedo             |
| 2e étape  | 12 fév. | Paipa – Duitama               | étape de plaine              | 152,4         | Sebastián Molano  | Jonathan Caicedo             |
| 3e étape  | 13 fév. | Paipa – Sogamoso              | étape vallonnée              | 177           | Sebastián Molano  | Jonathan Caicedo             |
| 4e étape  | 14 fév. | Paipa – Santa Rosa de Viterbo | étape vallonnée              | 169           | Sergio Higuita    | Sergio Higuita               |
| 5e étape  | 15 fév. | Paipa – Zipaquirá             | étape de moyenne montagne    | 174,9         | Sebastián Molano  | Sergio Higuita               |
| 6e étape  | 16 fév. | Zipaquirá – Alto El Verjón    | étape de montagne            | 121,8         | Daniel Martínez   | Sergio Higuita               |

## Déroulement de la course

### 1reétape
La formation EF Pro Cycling justifie sa position de favori en écrasant la concurrence.
| \| Classement de l'étape \| Classement de l'étape \| Classement de l'étape \| Classement de l'étape \| Classement de l'étape \| Classement de l'étape \| \| Équipe \| Équipe \| Pays \| Temps \| Écart de temps \| Vitesse moy. \| \| --------------------- \| --------------------------- \| --------------------- \| --------------------- \| --------------------- \| --------------------- \| \| 1re \| EF Pro Cycling \| États-Unis \| 18 min 01 s \| 0 s \| 55.615 km/h \| \| 2e \| Deceuninck-Quick Step \| Belgique \| 18 min 46 s \| + 45 s \| 53.393 km/h \| \| 3e \| Ineos \| Royaume-Uni \| 18 min 47 s \| + 46 s \| 53.345 km/h \| \| 4e \| Rally Cycling \| États-Unis \| 19 min 00 s \| + 59 s \| 52.737 km/h \| \| 5e \| UAE Team Emirates \| Émirats arabes unis \| 19 min 01 s \| + 1 min 00 s \| 52.691 km/h \| \| 6e \| EPM-Scott \| Colombie \| 19 min 01 s \| + 1 min 00 s \| 52.691 km/h \| \| 7e \| Movistar Team \| Espagne \| 19 min 03 s \| + 1 min 02 s \| 52.598 km/h \| \| 8e \| Israel Start-Up Nation \| Israël \| 19 min 22 s \| + 1 min 21 s \| 51.738 km/h \| \| 9e \| Medellín \| Colombie \| 19 min 23 s \| + 1 min 22 s \| 51.694 km/h \| \| 10e \| Uno-X Norwegian Development \| Norvège \| 19 min 33 s \| + 1 min 32 s \| 51.253 km/h \| |                             |                     |             |                |              |
| |                             |                     |             |                |              |
| Source : ProCyclingStats |                             |                     |             |                |              |
| Classement de l'étape |                             |                     |             |                |              |
| Équipe | Équipe                      | Pays                | Temps       | Écart de temps | Vitesse moy. |
| 1re | EF Pro Cycling              | États-Unis          | 18 min 01 s | 0 s            | 55.615 km/h  |
| 2e | Deceuninck-Quick Step       | Belgique            | 18 min 46 s | + 45 s         | 53.393 km/h  |
| 3e | Ineos                       | Royaume-Uni         | 18 min 47 s | + 46 s         | 53.345 km/h  |
| 4e | Rally Cycling               | États-Unis          | 19 min 00 s | + 59 s         | 52.737 km/h  |
| 5e | UAE Team Emirates           | Émirats arabes unis | 19 min 01 s | + 1 min 00 s   | 52.691 km/h  |
| 6e | EPM-Scott                   | Colombie            | 19 min 01 s | + 1 min 00 s   | 52.691 km/h  |
| 7e | Movistar Team               | Espagne             | 19 min 03 s | + 1 min 02 s   | 52.598 km/h  |
| 8e | Israel Start-Up Nation      | Israël              | 19 min 22 s | + 1 min 21 s   | 51.738 km/h  |
| 9e | Medellín                    | Colombie            | 19 min 23 s | + 1 min 22 s   | 51.694 km/h  |
| 10e | Uno-X Norwegian Development | Norvège             | 19 min 33 s | + 1 min 32 s   | 51.253 km/h  |

| \| Classement général \| Classement général \| Classement général \| Classement général \| Classement général \| \| Coureur \| Coureur \| Pays \| Équipe \| Temps \| \| ------------------ \| ------------------ \| ------------------ \| --------------------- \| ------------------ \| \| 1er \| Jonathan Caicedo \| Équateur \| EF Pro Cycling \| 18 min 01 s \| \| 2e \| Sergio Higuita \| Colombie \| EF Pro Cycling \| + 0 s \| \| 3e \| Daniel Martínez \| Colombie \| EF Pro Cycling \| + 0 s \| \| 4e \| Tejay van Garderen \| États-Unis \| EF Pro Cycling \| + 0 s \| \| 5e \| Lawson Craddock \| États-Unis \| EF Pro Cycling \| + 9 s \| \| 6e \| Julian Alaphilippe \| France \| Deceuninck-Quick Step \| + 45 s \| \| 7e \| Bob Jungels \| Luxembourg \| Deceuninck-Quick Step \| + 45 s \| \| 8e \| Jannik Steimle \| Allemagne \| Deceuninck-Quick Step \| + 45 s \| \| 9e \| Bert Van Lerberghe \| Belgique \| Deceuninck-Quick Step \| + 45 s \| \| 10e \| Egan Bernal \| Colombie \| Team Ineos \| + 46 s \| |                    |            |                       |             |
| |                    |            |                       |             |
| Source : ProCyclingStats |                    |            |                       |             |
| Classement général |                    |            |                       |             |
| Coureur | Coureur            | Pays       | Équipe                | Temps       |
| 1er | Jonathan Caicedo   | Équateur   | EF Pro Cycling        | 18 min 01 s |
| 2e | Sergio Higuita     | Colombie   | EF Pro Cycling        | + 0 s       |
| 3e | Daniel Martínez    | Colombie   | EF Pro Cycling        | + 0 s       |
| 4e | Tejay van Garderen | États-Unis | EF Pro Cycling        | + 0 s       |
| 5e | Lawson Craddock    | États-Unis | EF Pro Cycling        | + 9 s       |
| 6e | Julian Alaphilippe | France     | Deceuninck-Quick Step | + 45 s      |
| 7e | Bob Jungels        | Luxembourg | Deceuninck-Quick Step | + 45 s      |
| 8e | Jannik Steimle     | Allemagne  | Deceuninck-Quick Step | + 45 s      |
| 9e | Bert Van Lerberghe | Belgique   | Deceuninck-Quick Step | + 45 s      |
| 10e | Egan Bernal        | Colombie   | Team Ineos            | + 46 s      |

La 3e édition du Tour Colombia commence par un contre-la-montre par équipes. Devant une multitude de spectateurs, l'étape se déroule sur un parcours plat de 16 km autour de Tunja (chef-lieu du département de Boyacá) par un temps ensoleillé, légèrement venté et une température de 16°. Profitant des prédispositions pour ce genre d'exercice de rouleurs tels que Tejay van Garderen, Lawson Craddock ou Daniel Martínez, la formation EF Pro Cycling place l'Équatorien Jonathan Caicedo à la tête du classement général.
À 12 h 00 locales, l'équipe italienne Vini Zabù-KTM inaugure le parcours. Elle l'accomplit dans le temps anecdotique de 20 min 19 s. Douze minutes plus tard, la formation américaine Rally Cycling s'élance pour réaliser le premier temps de référence. En effectuant l'étape en 19 min 0 s, l'équipe prend la tête du classement général jusqu'au passage des UCI WorldTeam. En effet, il faut attendre plus de quarante minutes et l'arrivée des Deceuninck-Quick Step pour que leur temps soit battu. Malgré un manque de cohésion du sextet assez surprenant pour les observateurs, à la faveur d'un dernier kilomètre spectaculaire de Bob Jungels, l'équipe de Julian Alaphilippe franchit la ligne d'arrivée après 18 min 46 s d'effort. Moins de douze minutes plus tard, arrive la formation EF Pro Cycling. En 18 min 1 s, l'équipe américaine remporte l'étape mais surtout repousse à quarante-cinq secondes sa dauphine et l'équipe Ineos, finalement troisième, d'une seconde de plus. L'équipe Rally Cycling termine quatrième menant un quatuor de formation se tenant en moins de cinq secondes avec les équipes UAE Team Emirates, EPM-Scott et Movistar.
L'écart si important réalisé par les EF Pro Cycling sur leurs rivaux les oblige à attaquer sans répit pour tenter de combler leur retard, , .

### 2eétape
Sebastián Molano remporte l'étape en contrecarrant les desseins d'Álvaro Hodeg et du train de la Deceuninck-Quick Step.
| \| Classement de l'étape \| Classement de l'étape \| Classement de l'étape \| Classement de l'étape \| Classement de l'étape \| \| Coureur \| Coureur \| Pays \| Équipe \| Temps \| \| --------------------- \| --------------------- \| --------------------- \| ----------------------------- \| --------------------- \| \| 1er \| Sebastián Molano \| Colombie \| UAE Team Emirates \| 3 h 12 min 09 s \| \| 2e \| Álvaro Hodeg \| Colombie \| Deceuninck-Quick Step \| + 0 s \| \| 3e \| Itamar Einhorn \| Israël \| Israel Start-Up Nation \| + 0 s \| \| 4e \| Jhonatan Restrepo \| Colombie \| Androni Giocattoli-Sidermec \| + 0 s \| \| 5e \| Edwin Ávila \| Colombie \| Israel Start-Up Nation \| + 0 s \| \| 6e \| Bryan Gómez \| Colombie \| Equipo Continental Supergiros \| + 0 s \| \| 7e \| Colin Joyce \| États-Unis \| Rally Cycling \| + 0 s \| \| 8e \| Marco Benfatto \| Italie \| Bardiani CSF Faizanè \| + 0 s \| \| 9e \| Julián Molano \| Colombie \| \| + 0 s \| \| 10e \| Félix Barón \| Colombie \| Illuminate \| + 0 s \| |                   |            |                               |                 |
| |                   |            |                               |                 |
| Source : ProCyclingStats |                   |            |                               |                 |
| Classement de l'étape |                   |            |                               |                 |
| Coureur | Coureur           | Pays       | Équipe                        | Temps           |
| 1er | Sebastián Molano  | Colombie   | UAE Team Emirates             | 3 h 12 min 09 s |
| 2e | Álvaro Hodeg      | Colombie   | Deceuninck-Quick Step         | + 0 s           |
| 3e | Itamar Einhorn    | Israël     | Israel Start-Up Nation        | + 0 s           |
| 4e | Jhonatan Restrepo | Colombie   | Androni Giocattoli-Sidermec   | + 0 s           |
| 5e | Edwin Ávila       | Colombie   | Israel Start-Up Nation        | + 0 s           |
| 6e | Bryan Gómez       | Colombie   | Equipo Continental Supergiros | + 0 s           |
| 7e | Colin Joyce       | États-Unis | Rally Cycling                 | + 0 s           |
| 8e | Marco Benfatto    | Italie     | Bardiani CSF Faizanè          | + 0 s           |
| 9e | Julián Molano     | Colombie   |                               | + 0 s           |
| 10e | Félix Barón       | Colombie   | Illuminate                    | + 0 s           |

| \| Classement général \| Classement général \| Classement général \| Classement général \| Classement général \| \| Coureur \| Coureur \| Pays \| Équipe \| Temps \| \| ------------------ \| ------------------ \| ------------------ \| --------------------- \| ------------------ \| \| 1er \| Jonathan Caicedo \| Équateur \| EF Pro Cycling \| 3 h 30 min 10 s \| \| 2e \| Sergio Higuita \| Colombie \| EF Pro Cycling \| + 0 s \| \| 3e \| Daniel Martínez \| Colombie \| EF Pro Cycling \| + 0 s \| \| 4e \| Tejay van Garderen \| États-Unis \| EF Pro Cycling \| + 0 s \| \| 5e \| Lawson Craddock \| États-Unis \| EF Pro Cycling \| + 9 s \| \| 6e \| Bert Van Lerberghe \| Belgique \| Deceuninck-Quick Step \| + 45 s \| \| 7e \| Jannik Steimle \| Allemagne \| Deceuninck-Quick Step \| + 45 s \| \| 8e \| Egan Bernal \| Colombie \| Team Ineos \| + 46 s \| \| 9e \| Richard Carapaz \| Équateur \| Team Ineos \| + 46 s \| \| 10e \| Jhonatan Narváez \| Équateur \| Team Ineos \| + 46 s \| |                    |            |                       |                 |
| |                    |            |                       |                 |
| Source : ProCyclingStats |                    |            |                       |                 |
| Classement général |                    |            |                       |                 |
| Coureur | Coureur            | Pays       | Équipe                | Temps           |
| 1er | Jonathan Caicedo   | Équateur   | EF Pro Cycling        | 3 h 30 min 10 s |
| 2e | Sergio Higuita     | Colombie   | EF Pro Cycling        | + 0 s           |
| 3e | Daniel Martínez    | Colombie   | EF Pro Cycling        | + 0 s           |
| 4e | Tejay van Garderen | États-Unis | EF Pro Cycling        | + 0 s           |
| 5e | Lawson Craddock    | États-Unis | EF Pro Cycling        | + 9 s           |
| 6e | Bert Van Lerberghe | Belgique   | Deceuninck-Quick Step | + 45 s          |
| 7e | Jannik Steimle     | Allemagne  | Deceuninck-Quick Step | + 45 s          |
| 8e | Egan Bernal        | Colombie   | Team Ineos            | + 46 s          |
| 9e | Richard Carapaz    | Équateur   | Team Ineos            | + 46 s          |
| 10e | Jhonatan Narváez   | Équateur   | Team Ineos            | + 46 s          |

La deuxième étape, longue de 152,4 km reliant Paipa et Duitama (département de Boyacá), se déroule dans des conditions météorologiques agréables et sans contretemps majeurs si ce n'est quelques inévitables chutes à l'intérieur du peloton.
L'échappée du jour se forme très rapidement et comprend des coureurs d'équipes continentales. Au km 50, les dix coureurs échappés comptent leur avantage maximal, avec plus de trois minutes d'avance. Durant l'étape, ils s'accaparent les bonifications intermédiaires (grâce à cela, Brayan Sánchez prend la tête du classement des sprints). Cependant la progression de la fugue est sous contrôle des EF Pro Cycling qui travaillent pour Jonathan Caicedo (il conservera la première place au classement général à l'issue de l'étape) puis dans les vingt derniers kilomètres, des formations UAE Team Emirates et Deceuninck-Quick Step, conscientes de détenir en leur sein les meilleurs sprinteurs du peloton. Ainsi l'écart ne cesse de décroître. La vie du peloton est alors rythmée par des chutes. Comme aux alentours du km 120, où Daniel Muñoz et Santiago Buitrago sont impliqués. Ou bien à vingt-cinq kilomètre du terme, une courbe, dans l'agglomération de Sogamoso, jette à terre des hommes importants, laissant un maigre peloton et obligeant des équipes à mener une chasse vigoureuse pour le réintégrer (Camilo Ardila étant le plus touché). À six kilomètres de l'arrivée, la jonction se fait avec les derniers fugueurs. Aux abords de Duitama, Bob Jungels prend en charge la conduite du peloton et lance le train des Deceuninck-Quick Step à deux kilomètres du but, pour mettre dans les meilleures conditions leur sprinteur Álvaro Hodeg. Néanmoins Sebastián Molano est bien trop fort et s'impose nettement, .

### 3eétape
Deuxième victoire en deux jours pour le Boyacense Sebastián Molano.
| \| Classement de l'étape \| Classement de l'étape \| Classement de l'étape \| Classement de l'étape \| Classement de l'étape \| \| Coureur \| Coureur \| Pays \| Équipe \| Temps \| \| --------------------- \| --------------------- \| --------------------- \| --------------------------- \| --------------------- \| \| 1er \| Sebastián Molano \| Colombie \| UAE Team Emirates \| 3 h 57 min 00 s \| \| 2e \| Edwin Ávila \| Colombie \| Israel Start-Up Nation \| + 0 s \| \| 3e \| Álvaro Hodeg \| Colombie \| Deceuninck-Quick Step \| + 0 s \| \| 4e \| Julián Molano \| Colombie \| \| + 0 s \| \| 5e \| Jhonatan Restrepo \| Colombie \| Androni Giocattoli-Sidermec \| + 0 s \| \| 6e \| Umberto Marengo \| Italie \| Vini Zabù-KTM \| + 0 s \| \| 7e \| Bert Van Lerberghe \| Belgique \| Deceuninck-Quick Step \| + 0 s \| \| 8e \| Travis McCabe \| États-Unis \| Israel Start-Up Nation \| + 0 s \| \| 9e \| Richard Carapaz \| Équateur \| Team Ineos \| + 0 s \| \| 10e \| Idar Andersen \| Norvège \| Uno-X Norwegian Development \| + 0 s \| |                    |            |                             |                 |
| |                    |            |                             |                 |
| Source : ProCyclingStats |                    |            |                             |                 |
| Classement de l'étape |                    |            |                             |                 |
| Coureur | Coureur            | Pays       | Équipe                      | Temps           |
| 1er | Sebastián Molano   | Colombie   | UAE Team Emirates           | 3 h 57 min 00 s |
| 2e | Edwin Ávila        | Colombie   | Israel Start-Up Nation      | + 0 s           |
| 3e | Álvaro Hodeg       | Colombie   | Deceuninck-Quick Step       | + 0 s           |
| 4e | Julián Molano      | Colombie   |                             | + 0 s           |
| 5e | Jhonatan Restrepo  | Colombie   | Androni Giocattoli-Sidermec | + 0 s           |
| 6e | Umberto Marengo    | Italie     | Vini Zabù-KTM               | + 0 s           |
| 7e | Bert Van Lerberghe | Belgique   | Deceuninck-Quick Step       | + 0 s           |
| 8e | Travis McCabe      | États-Unis | Israel Start-Up Nation      | + 0 s           |
| 9e | Richard Carapaz    | Équateur   | Team Ineos                  | + 0 s           |
| 10e | Idar Andersen      | Norvège    | Uno-X Norwegian Development | + 0 s           |

| \| Classement général \| Classement général \| Classement général \| Classement général \| Classement général \| \| Coureur \| Coureur \| Pays \| Équipe \| Temps \| \| ------------------ \| ------------------ \| ------------------ \| --------------------- \| ------------------ \| \| 1er \| Jonathan Caicedo \| Équateur \| EF Pro Cycling \| 7 h 27 min 10 s \| \| 2e \| Sergio Higuita \| Colombie \| EF Pro Cycling \| + 0 s \| \| 3e \| Daniel Martínez \| Colombie \| EF Pro Cycling \| + 0 s \| \| 4e \| Tejay van Garderen \| États-Unis \| EF Pro Cycling \| + 0 s \| \| 5e \| Sebastián Molano \| Colombie \| UAE Team Emirates \| + 40 s \| \| 6e \| Bert Van Lerberghe \| Belgique \| Deceuninck-Quick Step \| + 45 s \| \| 7e \| Jannik Steimle \| Allemagne \| Deceuninck-Quick Step \| + 45 s \| \| 8e \| Richard Carapaz \| Équateur \| Team Ineos \| + 46 s \| \| 9e \| Egan Bernal \| Colombie \| Team Ineos \| + 46 s \| \| 10e \| Jhonatan Narváez \| Équateur \| Team Ineos \| + 46 s \| |                    |            |                       |                 |
| |                    |            |                       |                 |
| Source : ProCyclingStats |                    |            |                       |                 |
| Classement général |                    |            |                       |                 |
| Coureur | Coureur            | Pays       | Équipe                | Temps           |
| 1er | Jonathan Caicedo   | Équateur   | EF Pro Cycling        | 7 h 27 min 10 s |
| 2e | Sergio Higuita     | Colombie   | EF Pro Cycling        | + 0 s           |
| 3e | Daniel Martínez    | Colombie   | EF Pro Cycling        | + 0 s           |
| 4e | Tejay van Garderen | États-Unis | EF Pro Cycling        | + 0 s           |
| 5e | Sebastián Molano   | Colombie   | UAE Team Emirates     | + 40 s          |
| 6e | Bert Van Lerberghe | Belgique   | Deceuninck-Quick Step | + 45 s          |
| 7e | Jannik Steimle     | Allemagne  | Deceuninck-Quick Step | + 45 s          |
| 8e | Richard Carapaz    | Équateur   | Team Ineos            | + 46 s          |
| 9e | Egan Bernal        | Colombie   | Team Ineos            | + 46 s          |
| 10e | Jhonatan Narváez   | Équateur   | Team Ineos            | + 46 s          |

Sur une distance de 177 km, l'étape, entièrement disputée dans le département de Boyacá, mène les coureurs de Paipa vers Ventaquemada, puis de là, ils retournent à Paipa et poursuivent jusqu'au lieu d'arrivée, jugée à Sogamoso. Les concurrents auront à franchir deux fois l'Alto del Moral, col de quatrième catégorie, situé à 2 962 mètres d'altitude, .
La journée commence à allure modérée pour un peloton conscient du programme qui l'attend (près de 2 000 mètres de dénivelé positif). Cependant au 22e kilomètre, une échappée de cinq coureurs secoue la tranquillité du groupe. Avec en son sein des hommes dangereux (pour le classement général) comme Egan Bernal et Óscar Sevilla, la fugue inquiète lorsqu'elle obtient vingt secondes d'avance. Mais les EF Pro Cycling réagissent rapidement et annihilent la tentative avant le premier sprint bonification placé au km 36,2. Brayan Sánchez s'y impose devant Simon Pellaud. Le Suisse lui franchit en tête le premier passage au col (km 47,2). Un peu auparavant, Leonardo Basso avait mis pied à terre pour des problèmes de santé. Au 76e kilomètre, Sevilla ressort en échappée avec Félix Barón, Sebastián Henao et l'intenable Simon Pellaud. Ce dernier passe également en tête lors du second passage à l'Alto del Moral (km 95,6). Le quartet anime la course durant plus de deux heures en obtenant jusqu'à trois minutes trente d'avance sur le peloton. Il se dispute les deux derniers sprints intermédiaires que Sevilla s'approprie. La poursuite des échappés est totalement laissée sous la responsabilité de l'équipe du leader Jonathan Caicedo. À moins de quarante kilomètres de l'arrivée, l'écart chute à 1 min 15 s et les fugueurs sont repris à onze mille mètres du but. Avec le peloton compact, commence le travail des équipes intéressées par la victoire d'étape. Les Movistar prennent la direction du peloton avec dans leurs roues Cristian Muñoz pour le UAE Team Emirates. Celui-ci prépare le sprint de Sebastián Molano tandis que, comme la veille, les Deceuninck-Quick Step mettent en place leur train pour leur sprinteur Álvaro Hodeg. Mais comme sur le Tour de San Juan ou lors de la 2e étape, sans succès pour le natif de Montería, au contraire de Sebastián Molano qui réitère sa victoire de Duitama. Hodeg, coupant son effort bien avant la ligne, se fait même déborder par Edwin Ávila, .
Au classement général, aucun changement à signaler si ce n'est l'arrivée au cinquième rang provisoire de Molano grâce au jeu des bonifications. Alors que Simon Pellaud se vêt du maillot de meilleur grimpeur.

### 4eétape
Sergio Higuita s'impose après la première grande explication entre favoris du Tour.
| \| Classement de l'étape \| Classement de l'étape \| Classement de l'étape \| Classement de l'étape \| Classement de l'étape \| \| Coureur \| Coureur \| Pays \| Équipe \| Temps \| \| --------------------- \| --------------------- \| --------------------- \| --------------------------- \| --------------------- \| \| 1er \| Sergio Higuita \| Colombie \| EF Pro Cycling \| 3 h 58 min 47 s \| \| 2e \| Egan Bernal \| Colombie \| Team Ineos \| + 0 s \| \| 3e \| Julian Alaphilippe \| France \| Deceuninck-Quick Step \| + 1 s \| \| 4e \| Daniel Martínez \| Colombie \| EF Pro Cycling \| + 2 s \| \| 5e \| Torstein Træen \| Norvège \| Uno-X Norwegian Development \| + 2 s \| \| 6e \| Richard Carapaz \| Équateur \| Team Ineos \| + 2 s \| \| 7e \| Miguel Flórez \| Colombie \| Androni Giocattoli-Sidermec \| + 2 s \| \| 8e \| Jonathan Caicedo \| Équateur \| EF Pro Cycling \| + 4 s \| \| 9e \| Esteban Chaves \| Colombie \| Colombie \| + 4 s \| \| 10e \| Freddy Montaña \| Colombie \| EPM-Scott \| + 4 s \| |                    |          |                             |                 |
| |                    |          |                             |                 |
| Source : ProCyclingStats |                    |          |                             |                 |
| Classement de l'étape |                    |          |                             |                 |
| Coureur | Coureur            | Pays     | Équipe                      | Temps           |
| 1er | Sergio Higuita     | Colombie | EF Pro Cycling              | 3 h 58 min 47 s |
| 2e | Egan Bernal        | Colombie | Team Ineos                  | + 0 s           |
| 3e | Julian Alaphilippe | France   | Deceuninck-Quick Step       | + 1 s           |
| 4e | Daniel Martínez    | Colombie | EF Pro Cycling              | + 2 s           |
| 5e | Torstein Træen     | Norvège  | Uno-X Norwegian Development | + 2 s           |
| 6e | Richard Carapaz    | Équateur | Team Ineos                  | + 2 s           |
| 7e | Miguel Flórez      | Colombie | Androni Giocattoli-Sidermec | + 2 s           |
| 8e | Jonathan Caicedo   | Équateur | EF Pro Cycling              | + 4 s           |
| 9e | Esteban Chaves     | Colombie | Colombie                    | + 4 s           |
| 10e | Freddy Montaña     | Colombie | EPM-Scott                   | + 4 s           |

| \| Classement général \| Classement général \| Classement général \| Classement général \| Classement général \| \| Coureur \| Coureur \| Pays \| Équipe \| Temps \| \| ------------------ \| ------------------ \| ------------------ \| ------------------ \| ------------------ \| \| 1er \| Sergio Higuita \| Colombie \| EF Pro Cycling \| 11 h 25 min 47 s \| \| 2e \| Daniel Martínez \| Colombie \| EF Pro Cycling \| + 12 s \| \| 3e \| Jonathan Caicedo \| Équateur \| EF Pro Cycling \| + 14 s \| \| 4e \| Egan Bernal \| Colombie \| Team Ineos \| + 50 s \| \| 5e \| Richard Carapaz \| Équateur \| Team Ineos \| + 58 s \| \| 6e \| Freddy Montaña \| Colombie \| EPM-Scott \| + 1 min 14 s \| \| 7e \| Aldemar Reyes \| Colombie \| EPM-Scott \| + 1 min 28 s \| \| 8e \| Gavin Mannion \| États-Unis \| Rally Cycling \| + 1 min 30 s \| \| 9e \| Sergio Henao \| Colombie \| UAE Team Emirates \| + 1 min 31 s \| \| 10e \| Diego Ochoa \| Colombie \| EPM-Scott \| + 1 min 31 s \| |                  |            |                   |                  |
| |                  |            |                   |                  |
| Source : ProCyclingStats |                  |            |                   |                  |
| Classement général |                  |            |                   |                  |
| Coureur | Coureur          | Pays       | Équipe            | Temps            |
| 1er | Sergio Higuita   | Colombie   | EF Pro Cycling    | 11 h 25 min 47 s |
| 2e | Daniel Martínez  | Colombie   | EF Pro Cycling    | + 12 s           |
| 3e | Jonathan Caicedo | Équateur   | EF Pro Cycling    | + 14 s           |
| 4e | Egan Bernal      | Colombie   | Team Ineos        | + 50 s           |
| 5e | Richard Carapaz  | Équateur   | Team Ineos        | + 58 s           |
| 6e | Freddy Montaña   | Colombie   | EPM-Scott         | + 1 min 14 s     |
| 7e | Aldemar Reyes    | Colombie   | EPM-Scott         | + 1 min 28 s     |
| 8e | Gavin Mannion    | États-Unis | Rally Cycling     | + 1 min 30 s     |
| 9e | Sergio Henao     | Colombie   | UAE Team Emirates | + 1 min 31 s     |
| 10e | Diego Ochoa      | Colombie   | EPM-Scott         | + 1 min 31 s     |

La quatrième étape, longue de 169 km se déroule, également, intégralement dans le département de Boyacá. les 160 premiers kilomètres sont exactement les mêmes que la veille. Les coureurs partent de Paipa pour Ventaquemada, y font demi-tour, grimpent l'Alto del Moral à l'aller et au retour, passent également deux fois à Tunja et rejoignent Duitama, où le parcours change enfin avec le franchissement du col de troisième catégorie de l'Alto de Malterías, long de 5,1 km à 3,4 %. Ce dernier est situé à trois kilomètres de la ligne d'arrivée, jugée à Santa Rosa de Viterbo, .
À peine cinq kilomètres sont parcourus que l'échappée du jour se forme. Sept coureurs prennent les devants et obtiennent jusqu'à 3 min 50 s d'avance. Membres de la fugue, Kristian Yustre en profite pour s'adjuger les deux premiers sprints intermédiaires de la journée et comme la veille, Simon Pellaud franchit l'Alto del Moral en tête à l'aller comme au retour. À l'avant du peloton, les EF Pro Cycling travaillent pour réduire l'écart avec la fugue. Celle-ci est rejointe à moins de quinze kilomètres de l'arrivée. Dans l'ascension du col de troisième catégorie, l'équipe Ineos mène le peloton à une vitesse si élevée que personne ne peut s'échapper. Le nombre de concurrents dans celui-ci se réduisant fortement. À quatre kilomètres du terme, Richard Carapaz lance une violente attaque, seuls Julian Alaphilippe, Daniel Martínez et Sergio Higuita peuvent prendre sa roue alors que le leader Jonathan Caicedo ne peut suivre. Cependant, comme avant lui, Egan Bernal et Esteban Chaves, il réussit à faire la jonction. Le groupe coupe son effort. C'est alors que Daniel Martínez chute sans gravité. Au sommet avec le retour de Miguel Flórez, des deux Colombia Tierra de Atletas Hernán Aguirre et Diego Camargo, de Torstein Træen et de deux EPM-Scott, ils sont treize lorsque Martínez les rejoint. Diego Camargo fausse compagnie au groupe juste avant l'arche indiquant l'arrivée à deux kilomètres. À peine a-t-il pris dix secondes d'avance que Richard Carapaz le poursuit, le rejoint et continue son action. Caicedo tente de le suivre mais sans succès. À la flamme rouge, Carapaz semble avoir course gagnée avec six hommes à sa poursuite, Alaphilippe, Bernal, Caicedo, Camargo, Higuita et Martínez. Le Français prend la chasse à son compte avec Higuita et Bernal dans sa roue. Alaphilippe présume de ses forces, aussitôt après avoir rattrapé Carapaz, Sergio Higuita le double et s'envole vers la victoire. Par là même, il revêt le maillot de leader. Ne pouvant poursuivre son effort, Julian Alaphilippe termine troisième, dépassé par Egan Bernal. Daniel Martínez finit à deux secondes devant un trio composé de Torstein Træen, Richard Carapaz et Miguel Florez, , .
À l'arrivée, Sergio Higuita révèle la tactique mise en place par son équipe. Bénéficiant d'une avance importante face à leurs adversaires depuis le contre-la-montre, les EF Pro Cycling décident de se répartir leurs rivaux. Ainsi Higuita devait contrôler Alaphilippe, Caicedo devait marquer Carapaz et Martínez devait suivre Bernal. Ainsi quel que soit le scénario de l'étape, l'un des leurs gardait l'avantage. Au classement général, les trois coureurs EF Pro Cycling sont toujours sur le podium provisoire mais grâce à sa victoire et les dix secondes de bonifications allouées, Sergio Higuita est le leader de la course devant Daniel Martínez et Jonathan Caicedo. Tejay van Garderen et Sebastián Molano disparaissent du Top five. Ils sont remplacés numériquement par Egan Bernal et Richard Carapaz.

### 5eétape
Sebastián Molano s'offre sa troisième victoire de la compétition.
| \| Classement de l'étape \| Classement de l'étape \| Classement de l'étape \| Classement de l'étape \| Classement de l'étape \| \| Coureur \| Coureur \| Pays \| Équipe \| Temps \| \| --------------------- \| ---------------------- \| --------------------- \| --------------------------- \| --------------------- \| \| 1er \| Sebastián Molano \| Colombie \| UAE Team Emirates \| 4 h 06 min 00 s \| \| 2e \| Álvaro Hodeg \| Colombie \| Deceuninck-Quick Step \| + 0 s \| \| 3e \| Jhonatan Restrepo \| Colombie \| Androni Giocattoli-Sidermec \| + 0 s \| \| 4e \| Travis McCabe \| États-Unis \| Israel Start-Up Nation \| + 0 s \| \| 5e \| Colin Joyce \| États-Unis \| Rally Cycling \| + 0 s \| \| 6e \| Juan Francisco Rosales \| Mexique \| Canel's Pro Cycling \| + 0 s \| \| 7e \| Richard Carapaz \| Équateur \| Team Ineos \| + 0 s \| \| 8e \| Edwin Ávila \| Colombie \| Israel Start-Up Nation \| + 0 s \| \| 9e \| Lars Saugstad \| Norvège \| Uno-X Norwegian Development \| + 0 s \| \| 10e \| Diego Ochoa \| Colombie \| EPM-Scott \| + 0 s \| |                        |            |                             |                 |
| |                        |            |                             |                 |
| Source : ProCyclingStats |                        |            |                             |                 |
| Classement de l'étape |                        |            |                             |                 |
| Coureur | Coureur                | Pays       | Équipe                      | Temps           |
| 1er | Sebastián Molano       | Colombie   | UAE Team Emirates           | 4 h 06 min 00 s |
| 2e | Álvaro Hodeg           | Colombie   | Deceuninck-Quick Step       | + 0 s           |
| 3e | Jhonatan Restrepo      | Colombie   | Androni Giocattoli-Sidermec | + 0 s           |
| 4e | Travis McCabe          | États-Unis | Israel Start-Up Nation      | + 0 s           |
| 5e | Colin Joyce            | États-Unis | Rally Cycling               | + 0 s           |
| 6e | Juan Francisco Rosales | Mexique    | Canel's Pro Cycling         | + 0 s           |
| 7e | Richard Carapaz        | Équateur   | Team Ineos                  | + 0 s           |
| 8e | Edwin Ávila            | Colombie   | Israel Start-Up Nation      | + 0 s           |
| 9e | Lars Saugstad          | Norvège    | Uno-X Norwegian Development | + 0 s           |
| 10e | Diego Ochoa            | Colombie   | EPM-Scott                   | + 0 s           |

| \| Classement général \| Classement général \| Classement général \| Classement général \| Classement général \| \| Coureur \| Coureur \| Pays \| Équipe \| Temps \| \| ------------------ \| ------------------ \| ------------------ \| ------------------ \| ------------------ \| \| 1er \| Sergio Higuita \| Colombie \| EF Pro Cycling \| 15 h 31 min 47 s \| \| 2e \| Daniel Martínez \| Colombie \| EF Pro Cycling \| + 12 s \| \| 3e \| Jonathan Caicedo \| Équateur \| EF Pro Cycling \| + 14 s \| \| 4e \| Egan Bernal \| Colombie \| Team Ineos \| + 50 s \| \| 5e \| Richard Carapaz \| Équateur \| Team Ineos \| + 58 s \| \| 6e \| Freddy Montaña \| Colombie \| EPM-Scott \| + 1 min 14 s \| \| 7e \| Aldemar Reyes \| Colombie \| EPM-Scott \| + 1 min 28 s \| \| 8e \| Gavin Mannion \| États-Unis \| Rally Cycling \| + 1 min 30 s \| \| 9e \| Sergio Henao \| Colombie \| UAE Team Emirates \| + 1 min 31 s \| \| 10e \| Diego Ochoa \| Colombie \| EPM-Scott \| + 1 min 31 s \| |                  |            |                   |                  |
| |                  |            |                   |                  |
| Source : ProCyclingStats |                  |            |                   |                  |
| Classement général |                  |            |                   |                  |
| Coureur | Coureur          | Pays       | Équipe            | Temps            |
| 1er | Sergio Higuita   | Colombie   | EF Pro Cycling    | 15 h 31 min 47 s |
| 2e | Daniel Martínez  | Colombie   | EF Pro Cycling    | + 12 s           |
| 3e | Jonathan Caicedo | Équateur   | EF Pro Cycling    | + 14 s           |
| 4e | Egan Bernal      | Colombie   | Team Ineos        | + 50 s           |
| 5e | Richard Carapaz  | Équateur   | Team Ineos        | + 58 s           |
| 6e | Freddy Montaña   | Colombie   | EPM-Scott         | + 1 min 14 s     |
| 7e | Aldemar Reyes    | Colombie   | EPM-Scott         | + 1 min 28 s     |
| 8e | Gavin Mannion    | États-Unis | Rally Cycling     | + 1 min 30 s     |
| 9e | Sergio Henao     | Colombie   | UAE Team Emirates | + 1 min 31 s     |
| 10e | Diego Ochoa      | Colombie   | EPM-Scott         | + 1 min 31 s     |

L'étape, longue de 180,5 km, mène les coureurs du département de Boyacá à celui de Cundinamarca. Comme les trois jours précédents, le départ s'effectue de Paipa. Comme la veille et l'avant-veille, les coureurs passent à Tunja, franchissent le col de quatrième catégorie de l'Alto del Moral et se dirigent vers Ventaquemada. Mais pas de demi-tour cette fois-ci, ils escaladent un col de troisième catégorie et descendent vers Chocontá et le Cundinamarca. Après un dernier col de quatrième catégorie, l'Alto del Sisga, placé à 65 km de l'arrivée, les concurrents roulent sur terrain plat jusqu'à l'arrivée, jugée à Zipaquirá, , ville natale d'Egan Bernal.
Dès le début de l'étape, une échappée de huit coureurs prend le large. Les fugueurs vont se partager les sprints intermédiaires et les passages au sommet. Ainsi, même si, Simon Pellaud est partie intégrante de l'aventure, il ne peut contrecarrer Fabio Duarte qui, en passant en tête les trois cols de la journée, lui ravit le maillot de meilleur grimpeur. De même Byron Guamá passe en premier les trois sprints bonifications du jour, ce qui lui permet de subtiliser à Brayan Sánchez la tête de ce classement annexe. Malgré un avantage de plus de trois minutes et avoir passé plus de trois heures au-devant de la course, les fuyards se font rattraper à moins de vingt kilomètres de l'arrivée par un peloton, mené par les EF Pro Cycling puis par les UAE Team Emirates, aux abords de Zipaquirá. À moins de mille cinq cents mètres de l'arrivée, Julian Alaphilippe lance Bob Jungels pour une attaque de loin, les hommes de Sebastián Molano répriment difficilement la tentative. Bien placé, aux 300 mètres, Álvaro Hodeg tente de surprendre Molano mais celui-ci réussit à le remonter et s'imposer de quelques centimètres. Pas de changement à signaler dans les dix premiers du classement général, .

### 6eétape
Daniel Martínez remporte l'étape tandis que son coéquipier Sergio Higuita s'impose au classement général.
| \| Classement de l'étape \| Classement de l'étape \| Classement de l'étape \| Classement de l'étape \| Classement de l'étape \| \| Coureur \| Coureur \| Pays \| Équipe \| Temps \| \| --------------------- \| --------------------- \| --------------------- \| ---------------------------------------- \| --------------------- \| \| 1er \| Daniel Martínez \| Colombie \| EF Pro Cycling \| 4 h 24 min 09 s \| \| 2e \| Sergio Higuita \| Colombie \| EF Pro Cycling \| + 1 s \| \| 3e \| Egan Bernal \| Colombie \| Team Ineos \| + 3 s \| \| 4e \| Miguel Flórez \| Colombie \| Androni Giocattoli-Sidermec \| + 9 s \| \| 5e \| Jonathan Caicedo \| Équateur \| EF Pro Cycling \| + 14 s \| \| 6e \| Robinson Chalapud \| Colombie \| Medellín \| + 52 s \| \| 7e \| Hernán Aguirre \| Colombie \| Colombia Tierra de Atletas-GW Bicicletas \| + 1 min 08 s \| \| 8e \| Diego Camargo \| Colombie \| Colombia Tierra de Atletas-GW Bicicletas \| + 1 min 16 s \| \| 9e \| Freddy Montaña \| Colombie \| EPM-Scott \| + 1 min 16 s \| \| 10e \| Esteban Chaves \| Colombie \| Colombie \| + 1 min 16 s \| |                   |          |                                          |                 |
| |                   |          |                                          |                 |
| Source : ProCyclingStats |                   |          |                                          |                 |
| Classement de l'étape |                   |          |                                          |                 |
| Coureur | Coureur           | Pays     | Équipe                                   | Temps           |
| 1er | Daniel Martínez   | Colombie | EF Pro Cycling                           | 4 h 24 min 09 s |
| 2e | Sergio Higuita    | Colombie | EF Pro Cycling                           | + 1 s           |
| 3e | Egan Bernal       | Colombie | Team Ineos                               | + 3 s           |
| 4e | Miguel Flórez     | Colombie | Androni Giocattoli-Sidermec              | + 9 s           |
| 5e | Jonathan Caicedo  | Équateur | EF Pro Cycling                           | + 14 s          |
| 6e | Robinson Chalapud | Colombie | Medellín                                 | + 52 s          |
| 7e | Hernán Aguirre    | Colombie | Colombia Tierra de Atletas-GW Bicicletas | + 1 min 08 s    |
| 8e | Diego Camargo     | Colombie | Colombia Tierra de Atletas-GW Bicicletas | + 1 min 16 s    |
| 9e | Freddy Montaña    | Colombie | EPM-Scott                                | + 1 min 16 s    |
| 10e | Esteban Chaves    | Colombie | Colombie                                 | + 1 min 16 s    |

Les coureurs partent de Zipaquirá pour rejoindre Bogota, et plus exactement l'Alto El Verjón, où est situé l'arrivée au terme de 182,6 km d'effort. 
Le peloton s'ébranle sur un rythme modéré jusqu'au km 28, où quatorze coureurs prennent le large. Ces échappés prendront plus de trois minutes d'avance. Ils se disputent entre eux les trois sprints intermédiaires. Byron Guamá, présent une nouvelle fois dans une fugue, se classe deuxième au premier et premier au deuxième sprint bonification. Ce qui lui permet de s'assurer définitivement la tête de ce classement annexe. Fabio Duarte s'est immiscé lui aussi dans l'échappée du jour. Il passe en tête au sommet de l'Alto del Sisga, à l'aller comme au retour. Ainsi, Duarte consolide sa position au classement du meilleur grimpeur (à l'issue de l'étape, il sera déclaré vainqueur de ce classement annexe). Entre le troisième sprint intermédiaire et la troisième difficulté répertoriée pour le classement des grimpeurs, autour du 150e kilomètre, le travail des Ineos et des EF Pro Cycling en tête du peloton porte ses fruits et les fuyards sont repris juste avant la montée de l'Alto de Patios. Óscar Sevilla y lance une attaque, immédiatement suivi par Rigoberto Urán. Le peloton reste serein et en imposant un rythme élevé, reprend les fugueurs quelques kilomètres plus loin. Puis c'est au tour de Robinson Chalapud de sortir du groupe des favoris, Walter Pedraza l'imite. Ils passent dans cet ordre au sommet. Pedraza reprend Chalapud au niveau de la Carrera 7ª.  Le duo occupent la tête de la course durant quelques kilomètres, traversant le quartier de La Perseverancia (es), sous les vivats de la foule innombrable. Ils sont rejoints au pied de l'ultime ascension. Chalapud ressort à six kilomètres du terme. Pris en chasse par Freddy Montaña et Miguel Flórez. Seul ce dernier persévère avec lui. Après le travail de sape de Richard Carapaz pour réduire le nombre des candidats à la victoire, Egan Bernal accélère. Seuls les trois "EF", Daniel Martínez, Sergio Higuita et Jonathan Caicedo peuvent le suivre. Le duo est repris par le groupe de quatre. Chalapud cède immédiatement tandis que Flórez parvient à suivre. Jusqu'aux derniers hectomètres, le quintet reste groupé sous la direction de Bernal. Cède alors Caicedo puis Flórez lorsque Martínez se dresse sur les pédales pour remporter l'étape (et la compétition si Higuita cédait). Finalement, Daniel Martínez gagne l'étape avec une seconde d'avance sur Sergio Higuita.
Il échoue à la deuxième place du classement général, à sept secondes de son coéquipier. Bernal réussit à reprendre quinze secondes (bonifications comprises) à Caicedo, ce qui se révèle toutefois insuffisant pour déloger l'Équatorien du podium final, , .

## Classements finals

### Classement général
| \| Classement général \| Classement général \| Classement général \| Classement général \| Classement général \| \| Coureur \| Coureur \| Pays \| Équipe \| Temps \| \| ------------------ \| ------------------ \| ------------------ \| ---------------------------------------- \| ------------------ \| \| 1er \| Sergio Higuita \| Colombie \| EF Pro Cycling \| 19 h 55 min 01 s \| \| 2e \| Daniel Martínez \| Colombie \| EF Pro Cycling \| + 7 s \| \| 3e \| Jonathan Caicedo \| Équateur \| EF Pro Cycling \| + 33 s \| \| 4e \| Egan Bernal \| Colombie \| Team Ineos \| + 54 s \| \| 5e \| Miguel Flórez \| Colombie \| Androni Giocattoli-Sidermec \| + 2 min 00 s \| \| 6e \| Freddy Montaña \| Colombie \| EPM-Scott \| + 2 min 35 s \| \| 7e \| Esteban Chaves \| Colombie \| Colombie \| + 3 min 08 s \| \| 8e \| Hernán Aguirre \| Colombie \| Colombia Tierra de Atletas-GW Bicicletas \| + 3 min 14 s \| \| 9e \| Torstein Træen \| Norvège \| Uno-X Norwegian Development \| + 3 min 18 s \| \| 10e \| Sergio Henao \| Colombie \| UAE Team Emirates \| + 3 min 21 s \| |                  |          |                                          |                  |
| |                  |          |                                          |                  |
| Source : ProCyclingStats |                  |          |                                          |                  |
| Classement général |                  |          |                                          |                  |
| Coureur | Coureur          | Pays     | Équipe                                   | Temps            |
| 1er | Sergio Higuita   | Colombie | EF Pro Cycling                           | 19 h 55 min 01 s |
| 2e | Daniel Martínez  | Colombie | EF Pro Cycling                           | + 7 s            |
| 3e | Jonathan Caicedo | Équateur | EF Pro Cycling                           | + 33 s           |
| 4e | Egan Bernal      | Colombie | Team Ineos                               | + 54 s           |
| 5e | Miguel Flórez    | Colombie | Androni Giocattoli-Sidermec              | + 2 min 00 s     |
| 6e | Freddy Montaña   | Colombie | EPM-Scott                                | + 2 min 35 s     |
| 7e | Esteban Chaves   | Colombie | Colombie                                 | + 3 min 08 s     |
| 8e | Hernán Aguirre   | Colombie | Colombia Tierra de Atletas-GW Bicicletas | + 3 min 14 s     |
| 9e | Torstein Træen   | Norvège  | Uno-X Norwegian Development              | + 3 min 18 s     |
| 10e | Sergio Henao     | Colombie | UAE Team Emirates                        | + 3 min 21 s     |

| Classement par points | Classement par points | Classement par points | Classement par points       | Classement par points |
| Coureur               | Coureur               | Pays                  | Équipe                      | Points                |
| --------------------- | --------------------- | --------------------- | --------------------------- | --------------------- |
| 1er                   | Sebastián Molano      | Colombie              | UAE Team Emirates           | 45 pts                |
| 2e                    | Álvaro Hodeg          | Colombie              | Deceuninck-Quick Step       | 34 pts                |
| 3e                    | Sergio Higuita        | Colombie              | EF Pro Cycling              | 27 pts                |
| 4e                    | Jhonatan Restrepo     | Colombie              | Androni Giocattoli-Sidermec | 25 pts                |
| 5e                    | Daniel Martínez       | Colombie              | EF Pro Cycling              | 23 pts                |
| 6e                    | Edwin Ávila           | Colombie              | Israel Start-Up Nation      | 23 pts                |
| 7e                    | Egan Bernal           | Colombie              | Team Ineos                  | 22 pts                |
| 8e                    | Byron Guamá           | Équateur              | Équateur                    | 18 pts                |
| 9e                    | Richard Carapaz       | Équateur              | Team Ineos                  | 14 pts                |
| 10e                   | Miguel Flórez         | Colombie              | Androni Giocattoli-Sidermec | 13 pts                |

| Classement par points | Classement par points | Classement par points | Classement par points       | Classement par points |
| Coureur               | Coureur               | Pays                  | Équipe                      | Points                |
| --------------------- | --------------------- | --------------------- | --------------------------- | --------------------- |
| 1er                   | Sebastián Molano      | Colombie              | UAE Team Emirates           | 45 pts                |
| 2e                    | Álvaro Hodeg          | Colombie              | Deceuninck-Quick Step       | 34 pts                |
| 3e                    | Sergio Higuita        | Colombie              | EF Pro Cycling              | 27 pts                |
| 4e                    | Jhonatan Restrepo     | Colombie              | Androni Giocattoli-Sidermec | 25 pts                |
| 5e                    | Daniel Martínez       | Colombie              | EF Pro Cycling              | 23 pts                |
| 6e                    | Edwin Ávila           | Colombie              | Israel Start-Up Nation      | 23 pts                |
| 7e                    | Egan Bernal           | Colombie              | Team Ineos                  | 22 pts                |
| 8e                    | Byron Guamá           | Équateur              | Équateur                    | 18 pts                |
| 9e                    | Richard Carapaz       | Équateur              | Team Ineos                  | 14 pts                |
| 10e                   | Miguel Flórez         | Colombie              | Androni Giocattoli-Sidermec | 13 pts                |

| Classement de la montagne | Classement de la montagne | Classement de la montagne | Classement de la montagne        | Classement de la montagne |
| Coureur                   | Coureur                   | Pays                      | Équipe                           | Points                    |
| ------------------------- | ------------------------- | ------------------------- | -------------------------------- | ------------------------- |
| 1er                       | Fabio Duarte              | Colombie                  | Medellín                         | 9 pts                     |
| 2e                        | Egan Bernal               | Colombie                  | Team Ineos                       | 6 pts                     |
| 3e                        | Daniel Martínez           | Colombie                  | EF Pro Cycling                   | 5 pts                     |
| 4e                        | Robinson Chalapud         | Colombie                  | Medellín                         | 5 pts                     |
| 5e                        | Sergio Higuita            | Colombie                  | EF Pro Cycling                   | 5 pts                     |
| 6e                        | Simon Pellaud             | Suisse                    | Androni Giocattoli-Sidermec      | 4 pts                     |
| 7e                        | Walter Pedraza            | Colombie                  | Equipo Continental Supergiros    | 3 pts                     |
| 8e                        | Miguel Flórez             | Colombie                  | Androni Giocattoli-Sidermec      | 2 pts                     |
| 9e                        | Richard Carapaz           | Équateur                  | Team Ineos                       | 2 pts                     |
| 10e                       | Edison Muñoz              | Colombie                  | Equipo Continental Orgullo Paisa | 2 pts                     |

| Classement de la montagne | Classement de la montagne | Classement de la montagne | Classement de la montagne        | Classement de la montagne |
| Coureur                   | Coureur                   | Pays                      | Équipe                           | Points                    |
| ------------------------- | ------------------------- | ------------------------- | -------------------------------- | ------------------------- |
| 1er                       | Fabio Duarte              | Colombie                  | Medellín                         | 9 pts                     |
| 2e                        | Egan Bernal               | Colombie                  | Team Ineos                       | 6 pts                     |
| 3e                        | Daniel Martínez           | Colombie                  | EF Pro Cycling                   | 5 pts                     |
| 4e                        | Robinson Chalapud         | Colombie                  | Medellín                         | 5 pts                     |
| 5e                        | Sergio Higuita            | Colombie                  | EF Pro Cycling                   | 5 pts                     |
| 6e                        | Simon Pellaud             | Suisse                    | Androni Giocattoli-Sidermec      | 4 pts                     |
| 7e                        | Walter Pedraza            | Colombie                  | Equipo Continental Supergiros    | 3 pts                     |
| 8e                        | Miguel Flórez             | Colombie                  | Androni Giocattoli-Sidermec      | 2 pts                     |
| 9e                        | Richard Carapaz           | Équateur                  | Team Ineos                       | 2 pts                     |
| 10e                       | Edison Muñoz              | Colombie                  | Equipo Continental Orgullo Paisa | 2 pts                     |

| Classement des sprints | Classement des sprints | Classement des sprints | Classement des sprints                   | Classement des sprints |
| Coureur                | Coureur                | Pays                   | Équipe                                   | Points                 |
| ---------------------- | ---------------------- | ---------------------- | ---------------------------------------- | ---------------------- |
| 1er                    | Byron Guamá            | Équateur               | Équateur                                 | 18 pts                 |
| 2e                     | Brayan Sánchez         | Colombie               | Medellín                                 | 9 pts                  |
| 3e                     | Kristian Yustre        | Colombie               | Illuminate                               | 7 pts                  |
| 4e                     | Simon Pellaud          | Suisse                 | Androni Giocattoli-Sidermec              | 7 pts                  |
| 5e                     | Óscar Sevilla          | Espagne                | Medellín                                 | 6 pts                  |
| 6e                     | Félix Barón            | Colombie               | Illuminate                               | 5 pts                  |
| 7e                     | Aldemar Reyes          | Colombie               | EPM-Scott                                | 3 pts                  |
| 8e                     | Johan Colón            | Colombie               | Equipo Continental Orgullo Paisa         | 3 pts                  |
| 9e                     | Juan Pablo Suárez      | Colombie               | EPM-Scott                                | 3 pts                  |
| 10e                    | Omar Mendoza           | Colombie               | Colombia Tierra de Atletas-GW Bicicletas | 2 pts                  |

| Classement des sprints | Classement des sprints | Classement des sprints | Classement des sprints                   | Classement des sprints |
| Coureur                | Coureur                | Pays                   | Équipe                                   | Points                 |
| ---------------------- | ---------------------- | ---------------------- | ---------------------------------------- | ---------------------- |
| 1er                    | Byron Guamá            | Équateur               | Équateur                                 | 18 pts                 |
| 2e                     | Brayan Sánchez         | Colombie               | Medellín                                 | 9 pts                  |
| 3e                     | Kristian Yustre        | Colombie               | Illuminate                               | 7 pts                  |
| 4e                     | Simon Pellaud          | Suisse                 | Androni Giocattoli-Sidermec              | 7 pts                  |
| 5e                     | Óscar Sevilla          | Espagne                | Medellín                                 | 6 pts                  |
| 6e                     | Félix Barón            | Colombie               | Illuminate                               | 5 pts                  |
| 7e                     | Aldemar Reyes          | Colombie               | EPM-Scott                                | 3 pts                  |
| 8e                     | Johan Colón            | Colombie               | Equipo Continental Orgullo Paisa         | 3 pts                  |
| 9e                     | Juan Pablo Suárez      | Colombie               | EPM-Scott                                | 3 pts                  |
| 10e                    | Omar Mendoza           | Colombie               | Colombia Tierra de Atletas-GW Bicicletas | 2 pts                  |

| Classement du meilleur jeune | Classement du meilleur jeune | Classement du meilleur jeune | Classement du meilleur jeune             | Classement du meilleur jeune |
| Coureur                      | Coureur                      | Pays                         | Équipe                                   | Temps                        |
| ---------------------------- | ---------------------------- | ---------------------------- | ---------------------------------------- | ---------------------------- |
| 1er                          | Sergio Higuita               | Colombie                     | EF Pro Cycling                           | 19 h 55 min 51 s             |
| 2e                           | Daniel Martínez              | Colombie                     | EF Pro Cycling                           | + 7 s                        |
| 3e                           | Egan Bernal                  | Colombie                     | Team Ineos                               | + 54 s                       |
| 4e                           | Miguel Flórez                | Colombie                     | Androni Giocattoli-Sidermec              | + 2 min 00 s                 |
| 5e                           | Hernán Aguirre               | Colombie                     | Colombia Tierra de Atletas-GW Bicicletas | + 3 min 14 s                 |
| 6e                           | Torstein Træen               | Norvège                      | Uno-X Norwegian Development              | + 3 min 18 s                 |
| 7e                           | Diego Camargo                | Colombie                     | Colombia Tierra de Atletas-GW Bicicletas | + 3 min 29 s                 |
| 8e                           | Aldemar Reyes                | Colombie                     | EPM-Scott                                | + 4 min 18 s                 |
| 9e                           | Andrés Camilo Ardila         | Colombie                     | UAE Team Emirates                        | + 4 min 37 s                 |
| 10e                          | Cristian Muñoz               | Colombie                     | UAE Team Emirates                        | + 4 min 59 s                 |

| Classement du meilleur jeune | Classement du meilleur jeune | Classement du meilleur jeune | Classement du meilleur jeune             | Classement du meilleur jeune |
| Coureur                      | Coureur                      | Pays                         | Équipe                                   | Temps                        |
| ---------------------------- | ---------------------------- | ---------------------------- | ---------------------------------------- | ---------------------------- |
| 1er                          | Sergio Higuita               | Colombie                     | EF Pro Cycling                           | 19 h 55 min 51 s             |
| 2e                           | Daniel Martínez              | Colombie                     | EF Pro Cycling                           | + 7 s                        |
| 3e                           | Egan Bernal                  | Colombie                     | Team Ineos                               | + 54 s                       |
| 4e                           | Miguel Flórez                | Colombie                     | Androni Giocattoli-Sidermec              | + 2 min 00 s                 |
| 5e                           | Hernán Aguirre               | Colombie                     | Colombia Tierra de Atletas-GW Bicicletas | + 3 min 14 s                 |
| 6e                           | Torstein Træen               | Norvège                      | Uno-X Norwegian Development              | + 3 min 18 s                 |
| 7e                           | Diego Camargo                | Colombie                     | Colombia Tierra de Atletas-GW Bicicletas | + 3 min 29 s                 |
| 8e                           | Aldemar Reyes                | Colombie                     | EPM-Scott                                | + 4 min 18 s                 |
| 9e                           | Andrés Camilo Ardila         | Colombie                     | UAE Team Emirates                        | + 4 min 37 s                 |
| 10e                          | Cristian Muñoz               | Colombie                     | UAE Team Emirates                        | + 4 min 59 s                 |

### Classement par équipes
| Classement par équipes | Classement par équipes                   | Classement par équipes | Classement par équipes |
| Équipe                 | Équipe                                   | Pays                   | Temps                  |
| ---------------------- | ---------------------------------------- | ---------------------- | ---------------------- |
| 1re                    | EF Pro Cycling                           | États-Unis             | 59 h 12 min 37 s       |
| 2e                     | UAE Team Emirates                        | Émirats arabes unis    | + 6 min 58 s           |
| 3e                     | EPM-Scott                                | Colombie               | + 7 min 47 s           |
| 4e                     | Colombia Tierra de Atletas-GW Bicicletas | Colombie               | + 8 min 36 s           |
| 5e                     | Colombie                                 | Colombie               | + 10 min 26 s          |
| 6e                     | Équateur                                 | Équateur               | + 13 min 56 s          |
| 7e                     | Medellín                                 | Colombie               | + 15 min 40 s          |
| 8e                     | Ineos                                    | Royaume-Uni            | + 15 min 54 s          |
| 9e                     | Israel Start-Up Nation                   | Israël                 | + 17 min 17 s          |
| 10e                    | Equipo Continental Orgullo Paisa         | Colombie               | + 21 min 45 s          |

## Évolution des classements
| Étape              | Vainqueur          | Classement général | Classement de la montagne | Classement par points | Classement des jeunes | Classement de la combativité | Classement des sprints | Classement par équipes |
| ------------------ | ------------------ | ------------------ | ------------------------- | --------------------- | --------------------- | ---------------------------- | ---------------------- | ---------------------- |
| 1                  | EF Pro Cycling     | Jonathan Caicedo   | Daniel Martínez           | Jonathan Caicedo      | Sergio Higuita        | Julian Alaphilippe           | Non attribué           | EF Pro Cycling         |
| 2                  | Sebastián Molano   | Jonathan Caicedo   | Aldemar Reyes             | Sebastián Molano      | Sergio Higuita        | Matthieu Jeannès             | Brayan Sánchez         | EF Pro Cycling         |
| 3                  | Sebastián Molano   | Jonathan Caicedo   | Simon Pellaud             | Sebastián Molano      | Sergio Higuita        | Sebastián Henao              | Brayan Sánchez         | EF Pro Cycling         |
| 4                  | Sergio Higuita     | Sergio Higuita     | Simon Pellaud             | Sebastián Molano      | Sergio Higuita        | Lauro Chaman                 | Brayan Sánchez         | EF Pro Cycling         |
| 5                  | Sebastián Molano   | Sergio Higuita     | Fabio Duarte              | Sebastián Molano      | Sergio Higuita        | Simon Pellaud                | Byron Guamá            | EF Pro Cycling         |
| 6                  | Daniel Martínez    | Sergio Higuita     | Fabio Duarte              | Sebastián Molano      | Sergio Higuita        | Félix Barón                  | Byron Guamá            | EF Pro Cycling         |
| Classements finals | Classements finals | Sergio Higuita     | Fabio Duarte              | Sebastián Molano      | Sergio Higuita        |                              | Byron Guamá            | EF Pro Cycling         |

## Liste des participants
L'équipe Deceuninck - Quick Step annonce sa participation à l'édition 2020 du Tour Colombia, avec notamment Julian Alaphilippe. Egan Bernal, vainqueur 2019 du Tour de France, participe également à l'épreuve, avec l'équipe Inéos. Les Colombiens Nairo Quintana et Miguel Angel Lopez, tenant du titre, ne sont pas présents.
| Team Ineos INS | Team Ineos INS         | Team Ineos INS |
| -------------- | ---------------------- | -------------- |
| Num            | Coureur                | Pos            |
| 1              | Egan Bernal (COL)      | 4e             |
| 2              | Richard Carapaz (ECU)  | 30e            |
| 3              | Sebastián Henao (COL)  | NP-6           |
| 4              | Jhonatan Narváez (ECU) | 59e            |
| 5              | Brandon Rivera (COL)   | 44e            |
| 6              | Leonardo Basso (ITA)   | AB-3           |

| UAE Team Emirates UAD | UAE Team Emirates UAD      | UAE Team Emirates UAD |
| --------------------- | -------------------------- | --------------------- |
| Num                   | Coureur                    | Pos                   |
| 11                    | Andrés Camilo Ardila (COL) | 17e                   |
| 12                    | Fabio Aru (ITA)            | 12e                   |
| 13                    | Sergio Henao (COL)         | 10e                   |
| 14                    | Sebastián Molano (COL)     | 87e                   |
| 15                    | Cristian Muñoz (COL)       | 18e                   |
| 16                    | Maximiliano Richeze (ARG)  | NP-6                  |

| Deceuninck-Quick Step DQT | Deceuninck-Quick Step DQT | Deceuninck-Quick Step DQT |
| ------------------------- | ------------------------- | ------------------------- |
| Num                       | Coureur                   | Pos                       |
| 21                        | Julian Alaphilippe (FRA)  | 72e                       |
| 22                        | Álvaro Hodeg (COL)        | 114e                      |
| 23                        | Mikkel Honoré (DEN)       | 113e                      |
| 24                        | Bob Jungels (LUX)         | 66e                       |
| 25                        | Jannik Steimle (GER)      | 111e                      |
| 26                        | Bert Van Lerberghe (BEL)  | 109e                      |

| Movistar Team MOV | Movistar Team MOV       | Movistar Team MOV |
| ----------------- | ----------------------- | ----------------- |
| Num               | Coureur                 | Pos               |
| 31                | Juan Diego Alba (COL)   | 24e               |
| 32                | Carlos Betancur (COL)   | 92e               |
| 33                | Matteo Jorgenson (USA)  | 95e               |
| 34                | Einer Rubio (COL)       | 77e               |
| 35                | Eduardo Sepúlveda (ARG) | 64e               |
| 36                | Carlos Verona (ESP)     | 84e               |

| EF Pro Cycling EF1 | EF Pro Cycling EF1       | EF Pro Cycling EF1 |
| ------------------ | ------------------------ | ------------------ |
| Num                | Coureur                  | Pos                |
| 41                 | Rigoberto Urán (COL)     | 58e                |
| 42                 | Lawson Craddock (USA)    | 120e               |
| 43                 | Sergio Higuita (COL)     | 1er                |
| 44                 | Daniel Martínez (COL)    | 2e                 |
| 45                 | Jonathan Caicedo (ECU)   | 3e                 |
| 46                 | Tejay van Garderen (USA) | 106e               |

| Israel Start-Up Nation ISN | Israel Start-Up Nation ISN | Israel Start-Up Nation ISN |
| -------------------------- | -------------------------- | -------------------------- |
| Num                        | Coureur                    | Pos                        |
| 51                         | Edwin Ávila (COL)          | 29e                        |
| 52                         | Matteo Badilatti (SUI)     | 13e                        |
| 53                         | Itamar Einhorn (ISR)       | AB-5                       |
| 54                         | Travis McCabe (USA)        | 99e                        |
| 55                         | Patrick Schelling (SUI)    | 40e                        |
| 56                         | Daniel Turek (CZE)         | 79e                        |

| Androni Giocattoli-Sidermec ANS | Androni Giocattoli-Sidermec ANS | Androni Giocattoli-Sidermec ANS |
| ------------------------------- | ------------------------------- | ------------------------------- |
| Num                             | Coureur                         | Pos                             |
| 61                              | Miguel Flórez (COL)             | 5e                              |
| 62                              | Daniel Muñoz (COL)              | 43e                             |
| 63                              | Simon Pellaud (SUI)             | 80e                             |
| 64                              | Jhonatan Restrepo (COL)         | 67e                             |
| 65                              | Josip Rumac (CRO)               | HD-6                            |
| 66                              | Matteo Spreafico (ITA)          | 86e                             |

| Vini Zabù-KTM THR | Vini Zabù-KTM THR       | Vini Zabù-KTM THR |
| ----------------- | ----------------------- | ----------------- |
| Num               | Coureur                 | Pos               |
| 71                | Etienne van Empel (NED) | 115e              |
| 72                | James Mitri (NZL)       | 131e              |
| 73                | Roberto González (PAN)  | 108e              |
| 74                | Matteo de Bonis (ITA)   | 127e              |
| 75                | Veljko Stojnić (SRB)    | 116e              |
| 76                | Umberto Marengo (ITA)   | 105e              |

| Team Novo Nordisk TNN | Team Novo Nordisk TNN  | Team Novo Nordisk TNN |
| --------------------- | ---------------------- | --------------------- |
| Num                   | Coureur                | Pos                   |
| 81                    | Oliver Behringer (SUI) | 129e                  |
| 82                    | Sam Brand (GBR)        | 119e                  |
| 83                    | Joonas Henttala (FIN)  | 122e                  |
| 84                    | David Lozano (ESP)     | 123e                  |
| 85                    | Andrea Peron (ITA)     | NP-1                  |
| 86                    | Ulugbek Saidov (UZB)   | HD-3                  |

| Uno-X Norwegian Development UXT | Uno-X Norwegian Development UXT | Uno-X Norwegian Development UXT |
| ------------------------------- | ------------------------------- | ------------------------------- |
| Num                             | Coureur                         | Pos                             |
| 91                              | Torstein Træen (NOR)            | 9e                              |
| 92                              | Jonas Abrahamsen (NOR)          | 121e                            |
| 93                              | Lars Saugstad (NOR)             | 88e                             |
| 94                              | Martin Bugge Urianstad (NOR)    | AB-3                            |
| 95                              | Idar Andersen (NOR)             | 41e                             |
| 96                              | Jonas Iversby Hvideberg (NOR)   | 91e                             |

| Rally Cycling RLY | Rally Cycling RLY     | Rally Cycling RLY |
| ----------------- | --------------------- | ----------------- |
| Num               | Coureur               | Pos               |
| 101               | Rob Britton (CAN)     | NP-3              |
| 102               | Nathan Brown (USA)    | 74e               |
| 103               | Robin Carpenter (USA) | 102e              |
| 104               | Colin Joyce (USA)     | 96e               |
| 105               | Gavin Mannion (USA)   | 19e               |
| 106               | Kyle Murphy (USA)     | 35e               |

| Agrupación Virgen de Fátima-SaddleDrunk AVF | Agrupación Virgen de Fátima-SaddleDrunk AVF | Agrupación Virgen de Fátima-SaddleDrunk AVF |
| ------------------------------------------- | ------------------------------------------- | ------------------------------------------- |
| Num                                         | Coureur                                     | Pos                                         |
| 111                                         | Santiago Sánchez (ARG)                      | AB-3                                        |
| 112                                         | Nicolás Naranjo (ARG)                       | AB-3                                        |
| 113                                         | Leandro Velardez (ARG)                      | AB-3                                        |
| 114                                         | Daniel Juárez (ARG)                         | HD-6                                        |
| 115                                         | Gabriel Juárez (ARG)                        | AB-3                                        |
| 116                                         | Carlos Alberto Soto (ARG)                   | AB-3                                        |

| Canel's Pro Cycling CAS | Canel's Pro Cycling CAS      | Canel's Pro Cycling CAS |
| ----------------------- | ---------------------------- | ----------------------- |
| Num                     | Coureur                      | Pos                     |
| 121                     | Efrén Santos (MEX)           | 46e                     |
| 122                     | Santiago Ordóñez (COL)       | 52e                     |
| 123                     | Eduardo Corte (MEX)          | 73e                     |
| 124                     | Juan Francisco Rosales (MEX) | 48e                     |
| 125                     | Pablo Alarcón (CHI)          | 124e                    |
| 126                     | Jesús Morales Martínez (MEX) | 128e                    |

| Efapel EFP | Efapel EFP             | Efapel EFP |
| ---------- | ---------------------- | ---------- |
| Num        | Coureur                | Pos        |
| 131        | Joni Brandão (POR)     | 103e       |
| 132        | António Carvalho (POR) | NP-5       |
| 133        | César Fonte (POR)      | 65e        |
| 134        | Rafael Silva (POR)     | 97e        |
| 135        | Nicolás Sáenz (COL)    | 38e        |
| 136        | Gerard Armillas (ESP)  | 82e        |

| Illuminate ILU | Illuminate ILU           | Illuminate ILU |
| -------------- | ------------------------ | -------------- |
| Num            | Coureur                  | Pos            |
| 141            | Rodolfo Torres (COL)     | 39e            |
| 142            | Félix Barón (COL)        | 55e            |
| 143            | Kristian Yustre (COL)    | 68e            |
| 144            | Camilo Castiblanco (COL) | 69e            |
| 145            | Cameron Piper (USA)      | 117e           |
| 146            | Matthieu Jeannès (FRA)   | 47e            |

| Amore & Vita-Prodir AMO | Amore & Vita-Prodir AMO   | Amore & Vita-Prodir AMO |
| ----------------------- | ------------------------- | ----------------------- |
| Num                     | Coureur                   | Pos                     |
| 151                     | Davide Appollonio (ITA)   | DQ-2                    |
| 152                     | Viesturs Lukševics (LAT)  | 54e                     |
| 153                     | Māris Bogdanovičs (LAT)   | 110e                    |
| 154                     | Riccardo Marchesini (ITA) | 104e                    |
| 155                     | Antonio Zullo (ITA)       | AB-3                    |

| Medellín MED | Medellín MED              | Medellín MED |
| ------------ | ------------------------- | ------------ |
| Num          | Coureur                   | Pos          |
| 161          | Óscar Sevilla (ESP)       | 16e          |
| 162          | Fabio Duarte (COL)        | 63e          |
| 163          | Robinson Chalapud (COL)   | 51e          |
| 164          | Róbigzon Oyola (COL)      | 70e          |
| 165          | Brayan Sánchez (COL)      | 53e          |
| 166          | José Tito Hernández (COL) | 37e          |

| Colombia Tierra de Atletas-GW Bicicletas CTA | Colombia Tierra de Atletas-GW Bicicletas CTA | Colombia Tierra de Atletas-GW Bicicletas CTA |
| -------------------------------------------- | -------------------------------------------- | -------------------------------------------- |
| Num                                          | Coureur                                      | Pos                                          |
| 171                                          | Darwin Atapuma (COL)                         | 45e                                          |
| 172                                          | Hernán Aguirre (COL)                         | 8e                                           |
| 173                                          | Diego Camargo (COL)                          | 11e                                          |
| 174                                          | Jesús David Peña (COL)                       | 25e                                          |
| 175                                          | Omar Mendoza (COL)                           | 61e                                          |
| 176                                          | Óscar Quiroz (COL)                           | 90e                                          |

| EPM-Scott EPM | EPM-Scott EPM           | EPM-Scott EPM |
| ------------- | ----------------------- | ------------- |
| Num           | Coureur                 | Pos           |
| 181           | Alexander Gil (COL)     | 14e           |
| 182           | Aldemar Reyes (COL)     | 15e           |
| 183           | Juan Pablo Suárez (COL) | 78e           |
| 184           | Germán Chaves (COL)     | 23e           |
| 185           | Freddy Montaña (COL)    | 6e            |
| 186           | Diego Ochoa (COL)       | 28e           |

| Equipo Continental Orgullo Paisa EOP | Equipo Continental Orgullo Paisa EOP | Equipo Continental Orgullo Paisa EOP |
| ------------------------------------ | ------------------------------------ | ------------------------------------ |
| Num                                  | Coureur                              | Pos                                  |
| 191                                  | Danny Osorio (COL)                   | 31e                                  |
| 192                                  | Frank Osorio (COL)                   | 56e                                  |
| 193                                  | Johan Colón (COL)                    | 101e                                 |
| 194                                  | Edison Muñoz (COL)                   | 93e                                  |
| 195                                  | Sebastián Castaño (COL)              | 94e                                  |
| 196                                  | Didier Chaparro (COL)                | 22e                                  |

| Equipo Continental Supergiros ECS | Equipo Continental Supergiros ECS | Equipo Continental Supergiros ECS |
| --------------------------------- | --------------------------------- | --------------------------------- |
| Num                               | Coureur                           | Pos                               |
| 201                               | Walter Pedraza (COL)              | 21e                               |
| 202                               | Edwin Carvajal (COL)              | 71e                               |
| 203                               | Bernardo Suaza (COL)              | 50e                               |
| 204                               | Bryan Gómez (COL)                 | AB-3                              |
| 205                               | Rubén Acosta (COL)                | 36e                               |
| 206                               | Jordan Tabares (COL)              | 60e                               |

| Bardiani CSF Faizanè BCF | Bardiani CSF Faizanè BCF  | Bardiani CSF Faizanè BCF |
| ------------------------ | ------------------------- | ------------------------ |
| Num                      | Coureur                   | Pos                      |
| 211                      | Marco Benfatto (ITA)      | AB-4                     |
| 212                      | Nicolas Dalla Valle (ITA) | NP-5                     |
| 213                      | Iuri Filosi (ITA)         | 83e                      |
| 214                      | Mirco Maestri (ITA)       | 81e                      |
| 215                      | Alessandro Tonelli (ITA)  | 100e                     |
| 216                      | Filippo Zaccanti (ITA)    | AB-6                     |

| Colombie COL | Colombie COL      | Colombie COL |
| ------------ | ----------------- | ------------ |
| Num          | Coureur           | Pos          |
| 221          | Esteban Chaves    | 7e           |
| 222          | Santiago Buitrago | 49e          |
| 223          | Yecid Sierra      | 75e          |
| 224          | Heiner Parra      | 27e          |
| 225          | Brayan Chaves     | 85e          |
| 226          | Julián Molano     | 98e          |

| Brésil BRA | Brésil BRA                 | Brésil BRA |
| ---------- | -------------------------- | ---------- |
| Num        | Coureur                    | Pos        |
| 231        | Vitor Zucco Schizzi        | AB-4       |
| 232        | Alessandro Guimarães       | AB-5       |
| 233        | Vinicius Rangel            | AB-3       |
| 234        | Lauro Chaman               | AB-5       |
| 235        | Marcos Nascimento Da Matta | 130e       |
| 236        | Renan Ladewig Quadri       | AB-3       |

| Russie RUS | Russie RUS            | Russie RUS |
| ---------- | --------------------- | ---------- |
| Num        | Coureur               | Pos        |
| 241        | Gleb Syritsa          | AB-3       |
| 242        | Nikita Bersenev       | AB-4       |
| 243        | Aleksandr Smirnov     | 125e       |
| 244        | Dmitri Moukhomediarov | 126e       |
| 245        | Lev Gonov             | 118e       |
| 246        | Ivan Smirnov          | 112e       |

| Équateur ECU | Équateur ECU          | Équateur ECU |
| ------------ | --------------------- | ------------ |
| Num          | Coureur               | Pos          |
| 251          | Jorge Luis Montenegro | 62e          |
| 252          | Segundo Navarrete     | 89e          |
| 253          | Richard Huera         | 20e          |
| 254          | Byron Guamá           | 33e          |
| 255          | Santiago Montenegro   | 26e          |
| 256          | Harold Martín López   | 32e          |

| Venezuela VEN | Venezuela VEN    | Venezuela VEN |
| ------------- | ---------------- | ------------- |
| Num           | Coureur          | Pos           |
| 261           | José Alarcón     | 34e           |
| 262           | Roniel Campos    | 57e           |
| 263           | Leonel Quintero  | AB-5          |
| 264           | Anderson Paredes | 107e          |
| 265           | Yonathan Salinas | 76e           |
| 266           | José Rujano      | 42e           |

| Team Ineos INS | Team Ineos INS         | Team Ineos INS |
| -------------- | ---------------------- | -------------- |
| Num            | Coureur                | Pos            |
| 1              | Egan Bernal (COL)      | 4e             |
| 2              | Richard Carapaz (ECU)  | 30e            |
| 3              | Sebastián Henao (COL)  | NP-6           |
| 4              | Jhonatan Narváez (ECU) | 59e            |
| 5              | Brandon Rivera (COL)   | 44e            |
| 6              | Leonardo Basso (ITA)   | AB-3           |

| UAE Team Emirates UAD | UAE Team Emirates UAD      | UAE Team Emirates UAD |
| --------------------- | -------------------------- | --------------------- |
| Num                   | Coureur                    | Pos                   |
| 11                    | Andrés Camilo Ardila (COL) | 17e                   |
| 12                    | Fabio Aru (ITA)            | 12e                   |
| 13                    | Sergio Henao (COL)         | 10e                   |
| 14                    | Sebastián Molano (COL)     | 87e                   |
| 15                    | Cristian Muñoz (COL)       | 18e                   |
| 16                    | Maximiliano Richeze (ARG)  | NP-6                  |

| Deceuninck-Quick Step DQT | Deceuninck-Quick Step DQT | Deceuninck-Quick Step DQT |
| ------------------------- | ------------------------- | ------------------------- |
| Num                       | Coureur                   | Pos                       |
| 21                        | Julian Alaphilippe (FRA)  | 72e                       |
| 22                        | Álvaro Hodeg (COL)        | 114e                      |
| 23                        | Mikkel Honoré (DEN)       | 113e                      |
| 24                        | Bob Jungels (LUX)         | 66e                       |
| 25                        | Jannik Steimle (GER)      | 111e                      |
| 26                        | Bert Van Lerberghe (BEL)  | 109e                      |

| Movistar Team MOV | Movistar Team MOV       | Movistar Team MOV |
| ----------------- | ----------------------- | ----------------- |
| Num               | Coureur                 | Pos               |
| 31                | Juan Diego Alba (COL)   | 24e               |
| 32                | Carlos Betancur (COL)   | 92e               |
| 33                | Matteo Jorgenson (USA)  | 95e               |
| 34                | Einer Rubio (COL)       | 77e               |
| 35                | Eduardo Sepúlveda (ARG) | 64e               |
| 36                | Carlos Verona (ESP)     | 84e               |

| EF Pro Cycling EF1 | EF Pro Cycling EF1       | EF Pro Cycling EF1 |
| ------------------ | ------------------------ | ------------------ |
| Num                | Coureur                  | Pos                |
| 41                 | Rigoberto Urán (COL)     | 58e                |
| 42                 | Lawson Craddock (USA)    | 120e               |
| 43                 | Sergio Higuita (COL)     | 1er                |
| 44                 | Daniel Martínez (COL)    | 2e                 |
| 45                 | Jonathan Caicedo (ECU)   | 3e                 |
| 46                 | Tejay van Garderen (USA) | 106e               |

| Israel Start-Up Nation ISN | Israel Start-Up Nation ISN | Israel Start-Up Nation ISN |
| -------------------------- | -------------------------- | -------------------------- |
| Num                        | Coureur                    | Pos                        |
| 51                         | Edwin Ávila (COL)          | 29e                        |
| 52                         | Matteo Badilatti (SUI)     | 13e                        |
| 53                         | Itamar Einhorn (ISR)       | AB-5                       |
| 54                         | Travis McCabe (USA)        | 99e                        |
| 55                         | Patrick Schelling (SUI)    | 40e                        |
| 56                         | Daniel Turek (CZE)         | 79e                        |

| Androni Giocattoli-Sidermec ANS | Androni Giocattoli-Sidermec ANS | Androni Giocattoli-Sidermec ANS |
| ------------------------------- | ------------------------------- | ------------------------------- |
| Num                             | Coureur                         | Pos                             |
| 61                              | Miguel Flórez (COL)             | 5e                              |
| 62                              | Daniel Muñoz (COL)              | 43e                             |
| 63                              | Simon Pellaud (SUI)             | 80e                             |
| 64                              | Jhonatan Restrepo (COL)         | 67e                             |
| 65                              | Josip Rumac (CRO)               | HD-6                            |
| 66                              | Matteo Spreafico (ITA)          | 86e                             |

| Vini Zabù-KTM THR | Vini Zabù-KTM THR       | Vini Zabù-KTM THR |
| ----------------- | ----------------------- | ----------------- |
| Num               | Coureur                 | Pos               |
| 71                | Etienne van Empel (NED) | 115e              |
| 72                | James Mitri (NZL)       | 131e              |
| 73                | Roberto González (PAN)  | 108e              |
| 74                | Matteo de Bonis (ITA)   | 127e              |
| 75                | Veljko Stojnić (SRB)    | 116e              |
| 76                | Umberto Marengo (ITA)   | 105e              |

| Team Novo Nordisk TNN | Team Novo Nordisk TNN  | Team Novo Nordisk TNN |
| --------------------- | ---------------------- | --------------------- |
| Num                   | Coureur                | Pos                   |
| 81                    | Oliver Behringer (SUI) | 129e                  |
| 82                    | Sam Brand (GBR)        | 119e                  |
| 83                    | Joonas Henttala (FIN)  | 122e                  |
| 84                    | David Lozano (ESP)     | 123e                  |
| 85                    | Andrea Peron (ITA)     | NP-1                  |
| 86                    | Ulugbek Saidov (UZB)   | HD-3                  |

| Uno-X Norwegian Development UXT | Uno-X Norwegian Development UXT | Uno-X Norwegian Development UXT |
| ------------------------------- | ------------------------------- | ------------------------------- |
| Num                             | Coureur                         | Pos                             |
| 91                              | Torstein Træen (NOR)            | 9e                              |
| 92                              | Jonas Abrahamsen (NOR)          | 121e                            |
| 93                              | Lars Saugstad (NOR)             | 88e                             |
| 94                              | Martin Bugge Urianstad (NOR)    | AB-3                            |
| 95                              | Idar Andersen (NOR)             | 41e                             |
| 96                              | Jonas Iversby Hvideberg (NOR)   | 91e                             |

| Rally Cycling RLY | Rally Cycling RLY     | Rally Cycling RLY |
| ----------------- | --------------------- | ----------------- |
| Num               | Coureur               | Pos               |
| 101               | Rob Britton (CAN)     | NP-3              |
| 102               | Nathan Brown (USA)    | 74e               |
| 103               | Robin Carpenter (USA) | 102e              |
| 104               | Colin Joyce (USA)     | 96e               |
| 105               | Gavin Mannion (USA)   | 19e               |
| 106               | Kyle Murphy (USA)     | 35e               |

| Agrupación Virgen de Fátima-SaddleDrunk AVF | Agrupación Virgen de Fátima-SaddleDrunk AVF | Agrupación Virgen de Fátima-SaddleDrunk AVF |
| ------------------------------------------- | ------------------------------------------- | ------------------------------------------- |
| Num                                         | Coureur                                     | Pos                                         |
| 111                                         | Santiago Sánchez (ARG)                      | AB-3                                        |
| 112                                         | Nicolás Naranjo (ARG)                       | AB-3                                        |
| 113                                         | Leandro Velardez (ARG)                      | AB-3                                        |
| 114                                         | Daniel Juárez (ARG)                         | HD-6                                        |
| 115                                         | Gabriel Juárez (ARG)                        | AB-3                                        |
| 116                                         | Carlos Alberto Soto (ARG)                   | AB-3                                        |

| Canel's Pro Cycling CAS | Canel's Pro Cycling CAS      | Canel's Pro Cycling CAS |
| ----------------------- | ---------------------------- | ----------------------- |
| Num                     | Coureur                      | Pos                     |
| 121                     | Efrén Santos (MEX)           | 46e                     |
| 122                     | Santiago Ordóñez (COL)       | 52e                     |
| 123                     | Eduardo Corte (MEX)          | 73e                     |
| 124                     | Juan Francisco Rosales (MEX) | 48e                     |
| 125                     | Pablo Alarcón (CHI)          | 124e                    |
| 126                     | Jesús Morales Martínez (MEX) | 128e                    |

| Efapel EFP | Efapel EFP             | Efapel EFP |
| ---------- | ---------------------- | ---------- |
| Num        | Coureur                | Pos        |
| 131        | Joni Brandão (POR)     | 103e       |
| 132        | António Carvalho (POR) | NP-5       |
| 133        | César Fonte (POR)      | 65e        |
| 134        | Rafael Silva (POR)     | 97e        |
| 135        | Nicolás Sáenz (COL)    | 38e        |
| 136        | Gerard Armillas (ESP)  | 82e        |

| Illuminate ILU | Illuminate ILU           | Illuminate ILU |
| -------------- | ------------------------ | -------------- |
| Num            | Coureur                  | Pos            |
| 141            | Rodolfo Torres (COL)     | 39e            |
| 142            | Félix Barón (COL)        | 55e            |
| 143            | Kristian Yustre (COL)    | 68e            |
| 144            | Camilo Castiblanco (COL) | 69e            |
| 145            | Cameron Piper (USA)      | 117e           |
| 146            | Matthieu Jeannès (FRA)   | 47e            |

| Amore & Vita-Prodir AMO | Amore & Vita-Prodir AMO   | Amore & Vita-Prodir AMO |
| ----------------------- | ------------------------- | ----------------------- |
| Num                     | Coureur                   | Pos                     |
| 151                     | Davide Appollonio (ITA)   | DQ-2                    |
| 152                     | Viesturs Lukševics (LAT)  | 54e                     |
| 153                     | Māris Bogdanovičs (LAT)   | 110e                    |
| 154                     | Riccardo Marchesini (ITA) | 104e                    |
| 155                     | Antonio Zullo (ITA)       | AB-3                    |

| Medellín MED | Medellín MED              | Medellín MED |
| ------------ | ------------------------- | ------------ |
| Num          | Coureur                   | Pos          |
| 161          | Óscar Sevilla (ESP)       | 16e          |
| 162          | Fabio Duarte (COL)        | 63e          |
| 163          | Robinson Chalapud (COL)   | 51e          |
| 164          | Róbigzon Oyola (COL)      | 70e          |
| 165          | Brayan Sánchez (COL)      | 53e          |
| 166          | José Tito Hernández (COL) | 37e          |

| Colombia Tierra de Atletas-GW Bicicletas CTA | Colombia Tierra de Atletas-GW Bicicletas CTA | Colombia Tierra de Atletas-GW Bicicletas CTA |
| -------------------------------------------- | -------------------------------------------- | -------------------------------------------- |
| Num                                          | Coureur                                      | Pos                                          |
| 171                                          | Darwin Atapuma (COL)                         | 45e                                          |
| 172                                          | Hernán Aguirre (COL)                         | 8e                                           |
| 173                                          | Diego Camargo (COL)                          | 11e                                          |
| 174                                          | Jesús David Peña (COL)                       | 25e                                          |
| 175                                          | Omar Mendoza (COL)                           | 61e                                          |
| 176                                          | Óscar Quiroz (COL)                           | 90e                                          |

| EPM-Scott EPM | EPM-Scott EPM           | EPM-Scott EPM |
| ------------- | ----------------------- | ------------- |
| Num           | Coureur                 | Pos           |
| 181           | Alexander Gil (COL)     | 14e           |
| 182           | Aldemar Reyes (COL)     | 15e           |
| 183           | Juan Pablo Suárez (COL) | 78e           |
| 184           | Germán Chaves (COL)     | 23e           |
| 185           | Freddy Montaña (COL)    | 6e            |
| 186           | Diego Ochoa (COL)       | 28e           |

| Equipo Continental Orgullo Paisa EOP | Equipo Continental Orgullo Paisa EOP | Equipo Continental Orgullo Paisa EOP |
| ------------------------------------ | ------------------------------------ | ------------------------------------ |
| Num                                  | Coureur                              | Pos                                  |
| 191                                  | Danny Osorio (COL)                   | 31e                                  |
| 192                                  | Frank Osorio (COL)                   | 56e                                  |
| 193                                  | Johan Colón (COL)                    | 101e                                 |
| 194                                  | Edison Muñoz (COL)                   | 93e                                  |
| 195                                  | Sebastián Castaño (COL)              | 94e                                  |
| 196                                  | Didier Chaparro (COL)                | 22e                                  |

| Equipo Continental Supergiros ECS | Equipo Continental Supergiros ECS | Equipo Continental Supergiros ECS |
| --------------------------------- | --------------------------------- | --------------------------------- |
| Num                               | Coureur                           | Pos                               |
| 201                               | Walter Pedraza (COL)              | 21e                               |
| 202                               | Edwin Carvajal (COL)              | 71e                               |
| 203                               | Bernardo Suaza (COL)              | 50e                               |
| 204                               | Bryan Gómez (COL)                 | AB-3                              |
| 205                               | Rubén Acosta (COL)                | 36e                               |
| 206                               | Jordan Tabares (COL)              | 60e                               |

| Bardiani CSF Faizanè BCF | Bardiani CSF Faizanè BCF  | Bardiani CSF Faizanè BCF |
| ------------------------ | ------------------------- | ------------------------ |
| Num                      | Coureur                   | Pos                      |
| 211                      | Marco Benfatto (ITA)      | AB-4                     |
| 212                      | Nicolas Dalla Valle (ITA) | NP-5                     |
| 213                      | Iuri Filosi (ITA)         | 83e                      |
| 214                      | Mirco Maestri (ITA)       | 81e                      |
| 215                      | Alessandro Tonelli (ITA)  | 100e                     |
| 216                      | Filippo Zaccanti (ITA)    | AB-6                     |

| Colombie COL | Colombie COL      | Colombie COL |
| ------------ | ----------------- | ------------ |
| Num          | Coureur           | Pos          |
| 221          | Esteban Chaves    | 7e           |
| 222          | Santiago Buitrago | 49e          |
| 223          | Yecid Sierra      | 75e          |
| 224          | Heiner Parra      | 27e          |
| 225          | Brayan Chaves     | 85e          |
| 226          | Julián Molano     | 98e          |

| Brésil BRA | Brésil BRA                 | Brésil BRA |
| ---------- | -------------------------- | ---------- |
| Num        | Coureur                    | Pos        |
| 231        | Vitor Zucco Schizzi        | AB-4       |
| 232        | Alessandro Guimarães       | AB-5       |
| 233        | Vinicius Rangel            | AB-3       |
| 234        | Lauro Chaman               | AB-5       |
| 235        | Marcos Nascimento Da Matta | 130e       |
| 236        | Renan Ladewig Quadri       | AB-3       |

| Russie RUS | Russie RUS            | Russie RUS |
| ---------- | --------------------- | ---------- |
| Num        | Coureur               | Pos        |
| 241        | Gleb Syritsa          | AB-3       |
| 242        | Nikita Bersenev       | AB-4       |
| 243        | Aleksandr Smirnov     | 125e       |
| 244        | Dmitri Moukhomediarov | 126e       |
| 245        | Lev Gonov             | 118e       |
| 246        | Ivan Smirnov          | 112e       |

| Équateur ECU | Équateur ECU          | Équateur ECU |
| ------------ | --------------------- | ------------ |
| Num          | Coureur               | Pos          |
| 251          | Jorge Luis Montenegro | 62e          |
| 252          | Segundo Navarrete     | 89e          |
| 253          | Richard Huera         | 20e          |
| 254          | Byron Guamá           | 33e          |
| 255          | Santiago Montenegro   | 26e          |
| 256          | Harold Martín López   | 32e          |

| Venezuela VEN | Venezuela VEN    | Venezuela VEN |
| ------------- | ---------------- | ------------- |
| Num           | Coureur          | Pos           |
| 261           | José Alarcón     | 34e           |
| 262           | Roniel Campos    | 57e           |
| 263           | Leonel Quintero  | AB-5          |
| 264           | Anderson Paredes | 107e          |
| 265           | Yonathan Salinas | 76e           |
| 266           | José Rujano      | 42e           |